# Manlleu
Manlleu es un municipio de España, en la comunidad autónoma de Cataluña, perteneciente a la provincia de Barcelona, en la comarca de Osona, atravesado por el río Ter, en cuya orilla izquierda se encuentra la mayor parte del núcleo urbano.
La industrialización del municipio tuvo lugar a mediados del siglo XIX y a ella contribuyó notablemente la construcción del canal industrial que sirvió de fuente de energía a las fábricas textiles que empezaron a instalarse. La actividad industrial ocupa a una buena parte de la población activa de la localidad y ha marcado fuertemente su personalidad durante los últimos 150 años.

## Geografía
El río Ter ha definido los límites del paisaje del término así como su desarrollo urbano, es por eso que popularmente se le llama "La Capital del Ter"

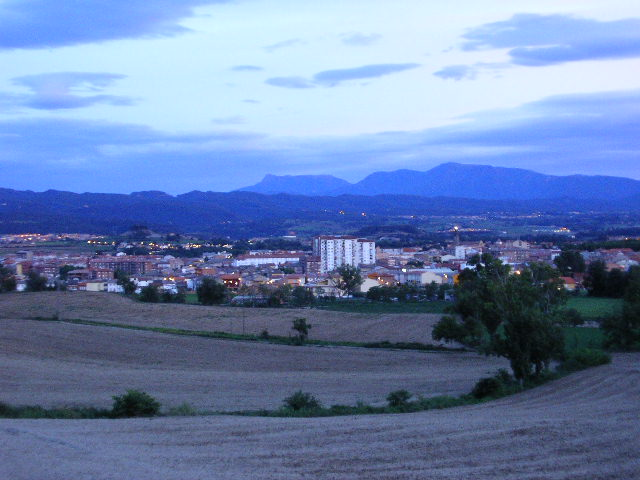
Panorámica de Manlleu desde la ermita de San Jaime

### Climatología
El clima de Manlleu es mediterráneo continental, con cuatro estaciones: una cálida, una fría y dos templadas. La pluviosidad es de unos 750 mm al año. Debido a la situación de Manlleu en el fondo de la cuenca de la Plana de Vic se produce el fenómeno conocido como inversión térmica y son frecuentes los días de abundante niebla.
- Verano (junio-septiembre) Días calurosos, soleados, y noches frescas, temperaturas de entre +14 °C a +35 °C. Algunos días se puede llegar a +40 °C aunque no es lo habitual. Puede llover en forma de tormentas, que son más probables en agosto.
- Otoño (octubre-diciembre) Días templados con lluvia o sol y niebla; esta estación es la más lluviosa y las temperaturas se mueven entre los 0 °C y los +22 °C.
- Invierno (diciembre-febrero): Hace frío y hay bastante niebla; normalmente es seco y no llueve mucho; a veces puede nevar, aunque no es lo más frecuente. Temperaturas de entre -10 °C y +12 °C, aunque algunos años se ha llegado a -15 °C (en el año 2001 se llegó a -17 °C) e incluso a subir hasta +20 °C. (enero de 2007)
- Primavera (marzo, abril y mayo): Días templados, con lluvia o sol y temperaturas de +3 °C a +25 °C.

## Historia

### Prehistoria y época romana
Los primeros vestigios de ocupación humana en el término municipal se remontan al Neolítico (4300-2500 a. C.), como atestiguan los restos arqueológicos hallados cerca de la ermita de San Jaime y en el cerro Puig-guardial. En 1986 se produjo el hallazgo de dos esqueletos en un silo subterráneo que se remontan a la época calcolítica (2000-1800 a. C.) y que revelaron la existencia de un establecimiento al aire libre dedicado a la agricultura y la ganadería.
También hay materiales arqueológicos en la zona del Fugurull de la Edad de Bronce, que datan del año 1200 al 650 a. C., lo que hace pensar en la existencia de un poblado en este lugar, que representaría el substrato cultural de las tribus íberas que surgirían más tarde. 
Con la entrada de los romanos en el siglo II a. C. la sociedad de los ausetanos sufrió un proceso de romanización que queda reflejado en Manlleu en el yacimiento de Can Caseta situado en el meandro del río, en la zona de Vista Alegre y en el yacimiento de Puig-guardial. No obstante, de la época romana solo se han encontrado varios hallazgos aislados.

### Época medieval
El acta de consagración de la iglesia de Santa María (906) es el primer testimonio documental de la población de Manlleu y de su topónimo. En dicho documento aparece el nombre de la población con las formas "Mauseolo" y "Mesleolo"; en documentos medievales posteriores la forma predominante será "Mesleo" hasta el siglo XII en que surge por primera vez como "Manleo" y "Manlevo". El primer casco urbano se formó alrededor de la iglesia de Santa María, situada en el cerro actualmente conocido como Dalt Vila. 
Hacia los años 1084 y 1098 en la iglesia de Santa María se formó una comunidad de clérigos bajo la regla de San Agustín, creándose así un monasterio que a partir del siglo XII fue acumulando un notable patrimonio. En esta época existió también en Manlleu un castillo que probablemente se construyó hacia el siglo XI y que tuvo unos primeros señores nobles, denominados de Orís-Manlleu, del que actualmente no queda ningún rastro. 

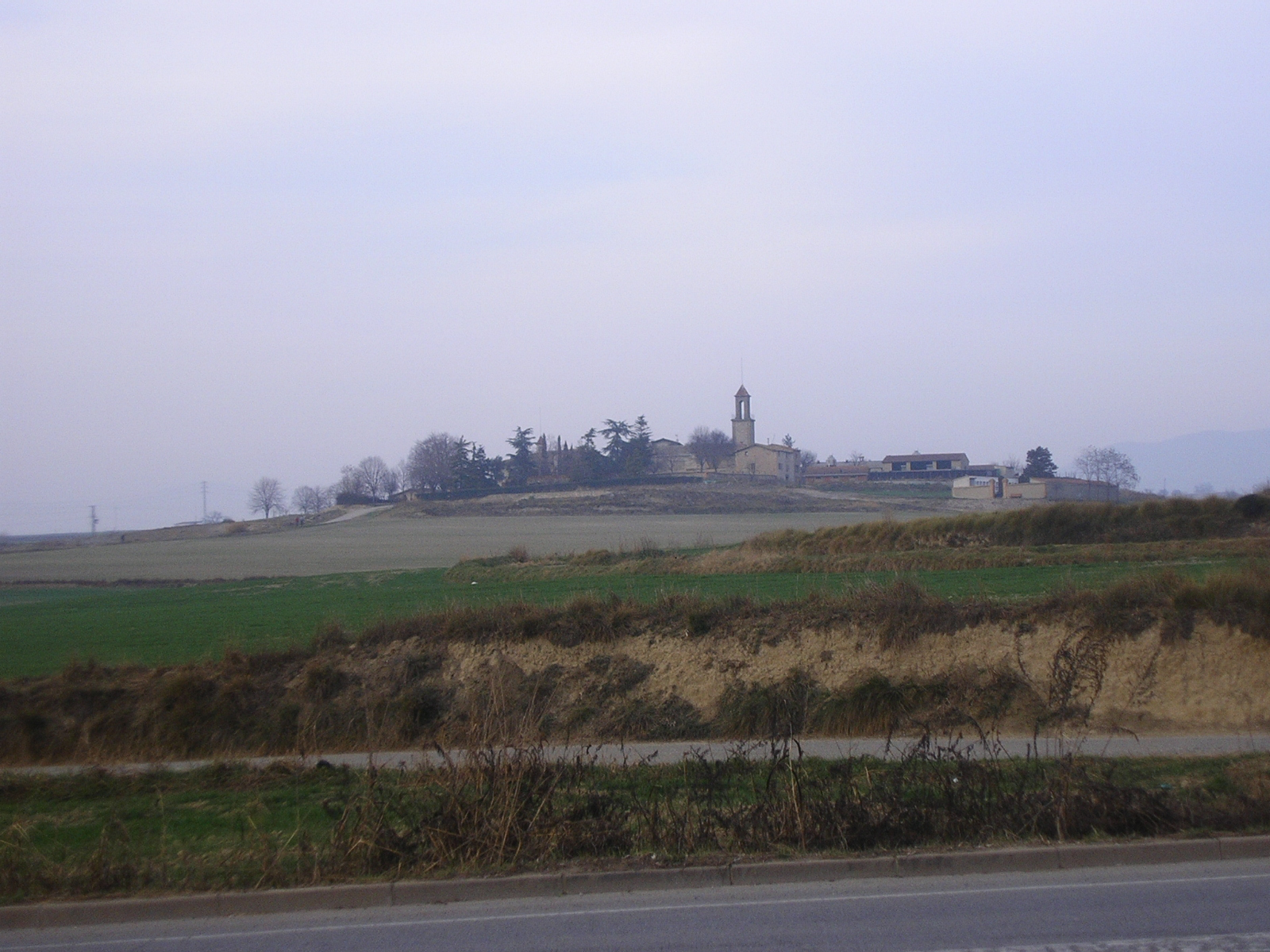
Sant Esteve de Vilacetrú, Manlleu

Tras las crisis demográficas y económicas de la Baja Edad Media, Manlleu experimentó una progresiva recuperación demográfica durante el siglo XVI. Uno de los factores que propiciaron este crecimiento fue la manufactura de la lana.

### SiglosXVIaXVIII
A principios del siglo XVI se produjo el último ensanchamiento del antiguo núcleo amurallado, incorporándose al antiguo recinto medieval el espacio que ahora ocupa la plaza de Dalt Vila, a pesar de lo cual la población empezó a establecerse también fuera de las murallas. 
Tras una etapa de decadencia del monasterio, en 1571 se rehízo el claustro, en estilo gótico-renacentista. En 1592 el priorato de Manlleu pasó a depender del convento de los dominicos de Tremp, manteniéndose unido a este hasta mediados del siglo XIX. 
En la Guerra de los Segadores destacó la figura del manlleuense Fray Bernadí que actuó como embajador de la Generalidad ante el rey. Durante la guerra de Sucesión los manlleuenses se adhirieron a la causa de Felipe V. Manlleu fue una de las pocas poblaciones catalanas que sostuvieron la causa borbónica por lo que al finalizar la contienda Felipe V concedió a la villa el título de Fidelísima, así como, en años posteriores, una serie de prebendas recogidas en el Libro de Privilegios que se conserva en el Archivo municipal.
Durante el siglo XVIII, Manlleu vivió una etapa de prosperidad demográfica y económica. Por este motivo se intensificó la construcción de viviendas en los caminos en que ya se había empezado a edificar en el siglo anterior. Además, se formó el primer ensanche en la zona del Baix Vila.
La economía de este siglo experimentó transformaciones importantes puesto que la manufactura textil se expandió a causa de la sustitución progresiva de la lana por el algodón y la venta de estos productos en todo el mercado nacional. Este hecho señala el precedente que desencadenará el gran desarrollo textil del siglo XIX. 
El crecimiento económico y la expansión urbana de la población a fines del siglo XVIII comportó la construcción de una nueva iglesia de mayor amplitud y de estilo barroco en el emplazamiento del antiguo templo medieval.

### SigloXIX
A principios del siglo XIX aparecieron las primeras fábricas que paulatinamente sustituyeron el trabajo a domicilio dirigido por los paraires. Hacia la segunda mitad del siglo XIX, se intensificó la especialización en los tejidos de algodón que se había iniciado en el siglo anterior y tuvo lugar un rápido desarrollo industrial. Manlleu, como otras poblaciones de la cuenca del río Ter, aprovechó la energía hidráulica proporcionada por este como fuente de energía para accionar los telares. 
A mediados del siglo XIX, el lugar tenía una población de 1991 habitantes. La localidad aparece descrita en el undécimo volumen del Diccionario geográfico-estadístico-histórico de España y sus posesiones de Ultramar de Pascual Madoz de la siguiente manera:

MANLLEU: v. con ayunt. en la prov., aud. terr., c. g. de Barcelona (10 leg.), part. jud. y dióc. de Vich (1). sit. en las llanuras de esta c., á la márg. izq. del r. Ter, goza de buena ventilacion y deliciosa perspectiva; su clima es sano, y no de los mas frios; las enfermedades comunes, son fiebres intermitentes. Tiene 450 casas, un hospital, una igl. parr. (Sta. María), de la que es aneja la de San Juan de Vilacetru, servida por un cura de térm. y 2 vicarios. El term. confina N. San Martín Sescorts; E. Roda; S. Sta. Maria de Corcó, y O. San Hipólito de Boltregá; en él se hallan 3 ermitas y una fuente de aguas sulfurosas muy saludables. El terreno es llano, de buena calidad; le fertiliza el r. Ter, que pasa lamiendo las casas de la pobl., y sobre el cual hay un puente de piedra sillería; del citado r. sale una considerable acequia, que proporciona riego á muchas huertas y da impulso á varios molinos. caminos: los hay locales de herradura, y la carretera que conduce á Olot. El correo se recibe de Vich. prod.: trigo, maiz, legumbres, frutas y hortalizas; cria ganado de diferentes especies, y alguna caza menor. ind.: hilados y tejidos de algodón y de lana. comercio: esportacion de frutos sobrantes y prod. de la ind., é importacion de efectos coloniales y otros de que carece: celebra ademas feria y mercado. pobl. y riqueza unida la de San Juan de Vilamirosa: 394 vec, 1,991 alm. cap. prod.: 5.832,800. imp.: 145,820.
(Madoz, 1848, p. 180)

La creación del canal industrial permitió el surgimiento de fábricas situadas a su orilla y la formación de colonias industriales. El crecimiento industrial propició un rápido incremento demográfico que hizo necesario un planeamiento urbanístico llevado a cabo por J. Calvet en 1883 en el que se proyectaron el ensanche del Baix Vila y la plaza de Fra Bernadí. 

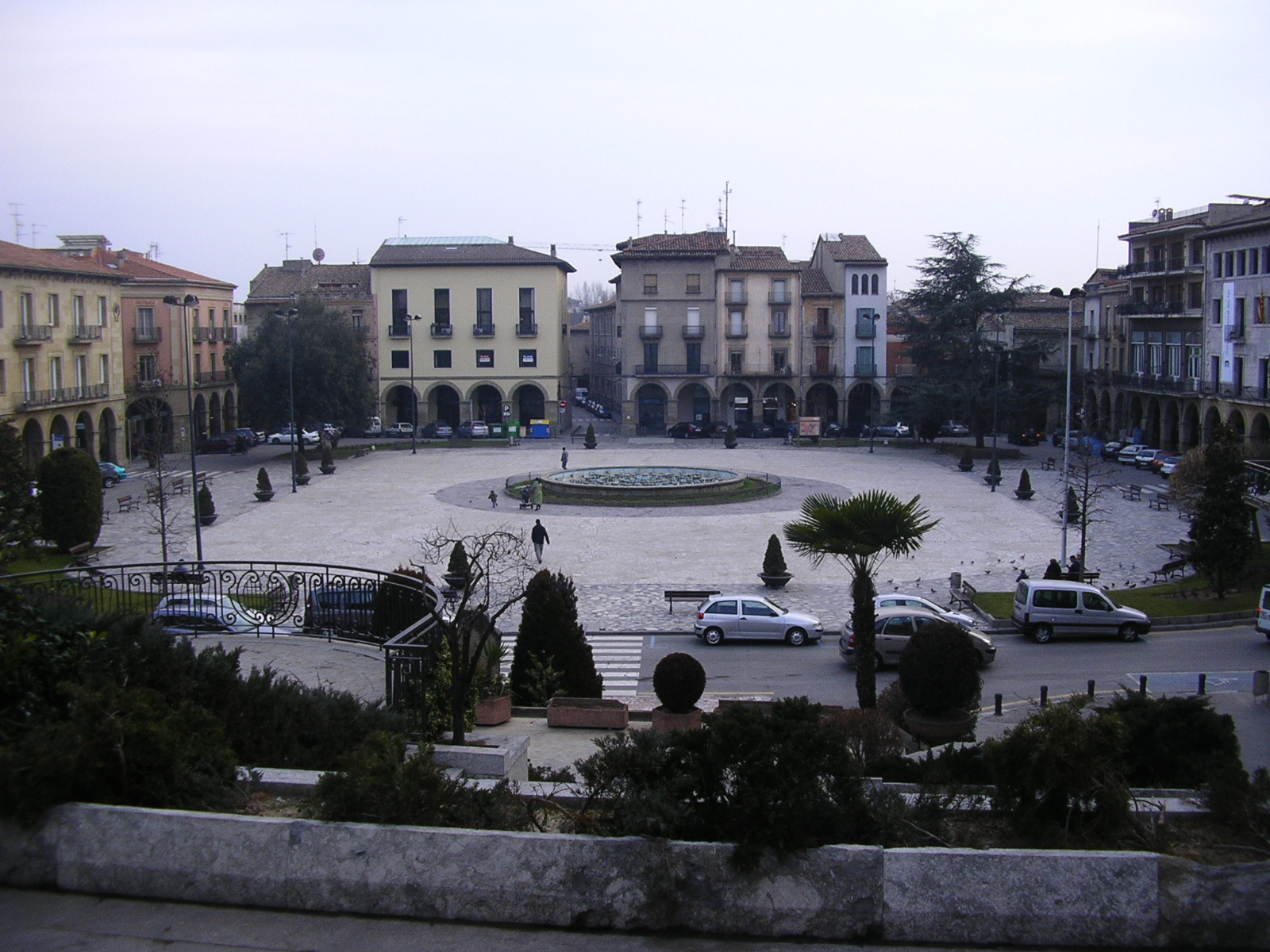
Plaza de Fra Bernadí

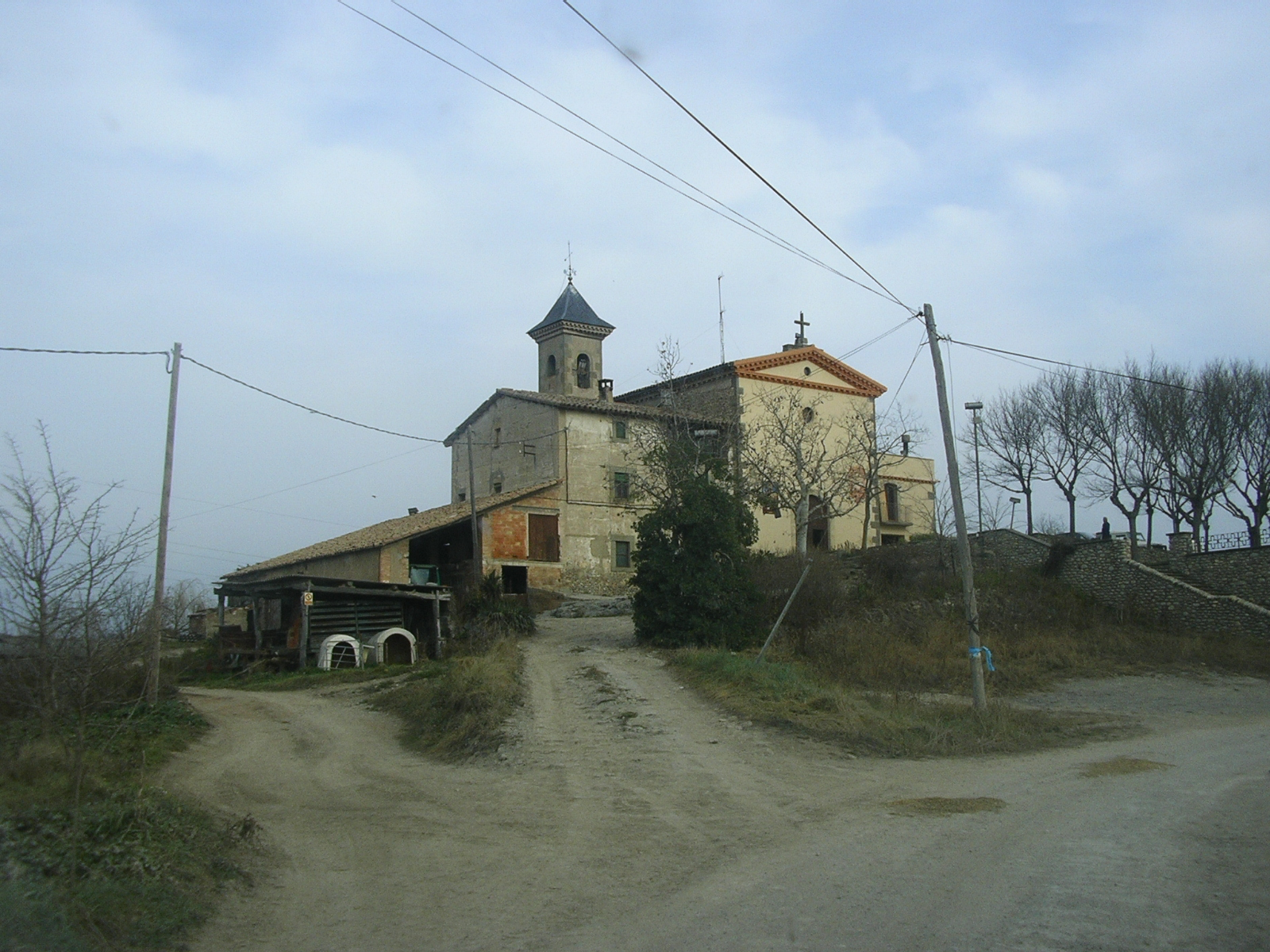
Ermita de San Jaime

Entre los hechos destacados de esta época están la reedificación de la ermita de Sant Jaume (1857), la llegada del tren (1879), la fábrica del gas (1860), la edificación del santuario de Puig-agut (1886) y la fundación de la Caja de Ahorros Comarcal de Manlleu (1896).

### SiglosXXyXXI
Los primeros años del siglo XX se vieron condicionados por la crisis textil provocada por la pérdida de los últimos mercados coloniales. Los conflictos sociales a partir de entonces fueron graves y comportaron grandes penurias para la población, pero la Primera Guerra Mundial revitalizó la industria catalana y, por ende, la manlleuense. Dos aspectos importantes fueron la electrificación, que evitó depender del agua del río, y el mantenimiento de la industria textil como sector puntero, así como la aparición de nuevas iniciativas industriales en los sectores metalúrgico, alimentario y de la maquinaria. 
El estallido de la Guerra Civil en 1936 dio inicio a una época de penurias. El fuerte anticlericalismo comportó la expulsión del clero y la destrucción de la iglesia. El bando vencedor ocupó Manlleu el 4 de febrero de 1939, momento en que las tropas franquistas iniciaron las represalias de los dirigentes y combatientes republicanos.
Las penurias de la posguerra se vieron agravadas por la inundación de octubre de 1940. Entre las consecuencias de la riada está la creación del barrio de Gràcia, para suplir las viviendas que desaparecieron y el inicio en 1968 de las obras de un muro de contención para impedir la repetición de la catástrofe. 
Con la liberalización económica, a partir de 1959 Manlleu experimentó un crecimiento en todos los ámbitos. Una gran oleada de inmigrantes hizo crecer la población de 9410 habitantes en 1960 a 15 054 en 1975. 

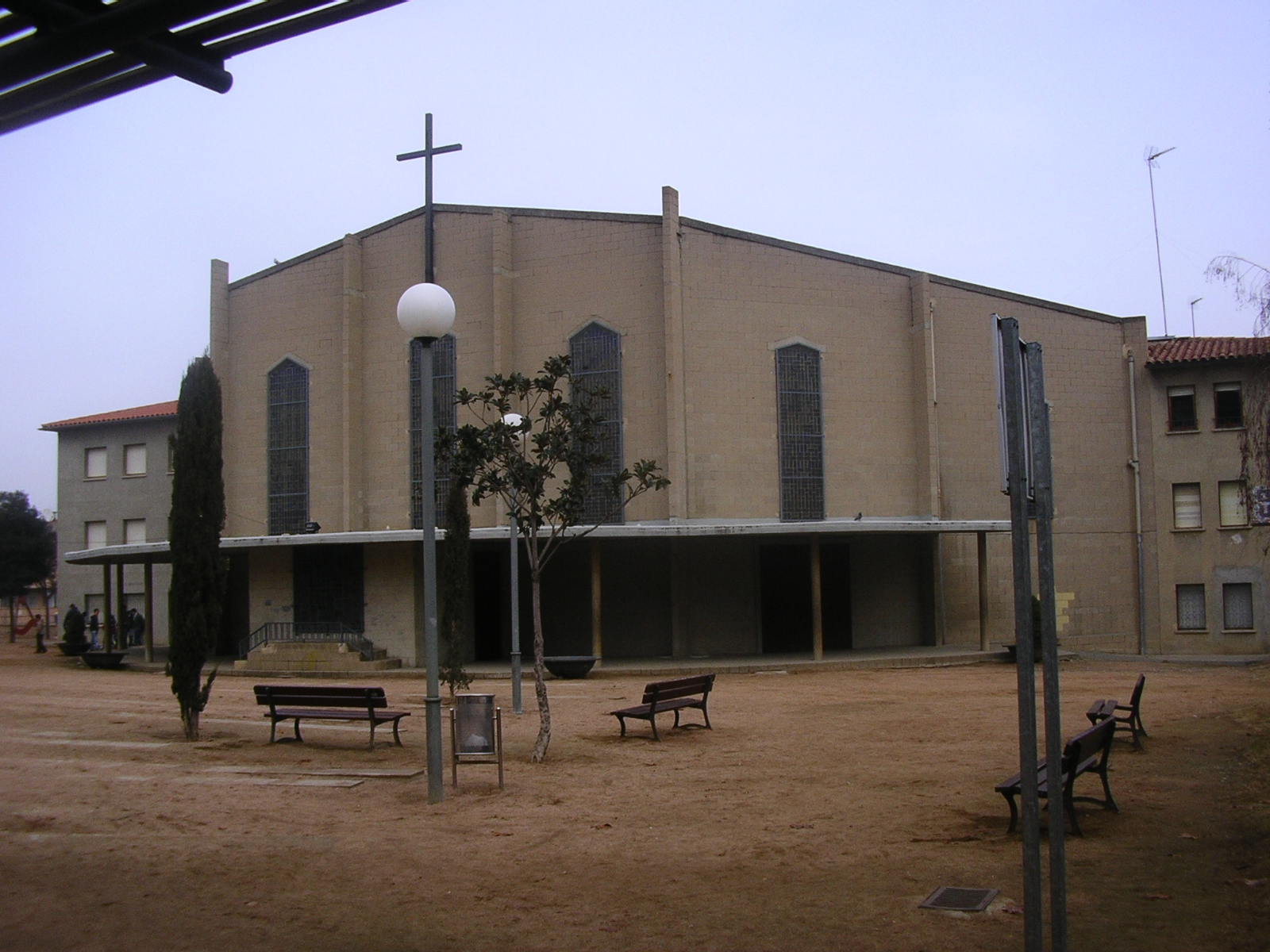
Iglesia de San Pablo, Manlleu

En 1979 tuvieron lugar las primeras elecciones municipales democráticas con la victoria de Joan Usart (de la candidatura de GRUNACE: Grup Nacionalista de CentreEsquerra), que pasó a ser el primer alcalde democrático desde la República y ocupó el cargo hasta 1995, cuando resultó elegido Ramon Sitjà (PSC). Las elecciones de 1999 dieron nuevamente el triunfo a un candidato de CiU por mayoría absoluta: Joaquim Vivas. Desde 2003 el alcalde es Pere Prat, de ERC, al frente de una coalición de izquierdas con PSC e IC-EV y con mayoría absoluta desde 2007.
El inicio del siglo XXI ha visto un nuevo impulso de la actividad económica que ha comportado un notable incremento demográfico y urbanístico debido a la inmigración procedente del extranjero. La inclusión del "Projecte d'Intervenció Integral del Barri de l’Erm de Manlleu” en la Ley de Barrios aprobada por la Generalidad de Cataluña (2004) supone una remodelación urbanística importante que tiene como hecho más destacado la demolición de los “Pisos de Can Garcia” y comporta actuaciones de promoción de la convivencia cívica e integración social de la población recién llegada.

## Administración y política
- Resultado de las elecciones municipales del año 2019.

| Partido       | Votos          | Concejales |
| ------------- | -------------- | ---------- |
| ERC-AM        | 3012 (35,94 %) | 9          |
| JUNTS X CAT   | 1696 (20,24 %) | 5          |
| PSC-PM        | 1249 (14,90 %) | 3          |
| CUP           | 1161 (13,85 %) | 3          |
| SOMI          | 524 (6,25 %)   | 1          |
| Cs            | 346 (4,14 %)   | 0          |
| En Comú Podem | 255 (3,04 %)   | 0          |

| Periodo   | Nombre                  | Partido                                      |
| --------- | ----------------------- | -------------------------------------------- |
| 1979-1983 | Joan Usart i Barreda    | GRUNACE: Grup Nacionalista de CentreEsquerra |
| 1983-1987 | Joan Usart i Barreda    | CiU                                          |
| 1987-1991 | Joan Usart i Barreda    | CiU                                          |
| 1991-1995 | Joan Usart i Barreda    | CiU                                          |
| 1995-1999 | Ramon Sitjà i Domènech  | PSC                                          |
| 1999-2003 | Joaquim Vivas i Llorens | CiU                                          |
| 2003-2007 | Pere Prat i Boix        | ERC                                          |
| 2007-2011 | Pere Prat i Boix        | ERC                                          |
| 2011-2015 | Pere Prat i Boix        | ERC                                          |
| 2015-2019 | Àlex Garrido i Serra    | ERC                                          |
| 2019-2023 | Àlex Garrido Serra      | ERC                                          |
| 2023-act. | Arnau Rovira y Martínez | Junts                                        |

El ayuntamiento de Manlleu es el órgano de gobierno del municipio. Está formado por el alcalde, que lo preside y representa, y 20 concejales más. El alcalde actual es Àlex Garrido i Serra, de Esquerra Republicana de Catalunya. 
El equipo de gobierno está formado per ERC (9 concejales) y Junts x Cat (5 concejales).
Los actuales concejales del equipo de gobierno son:
- Àlex Garrido (ERC): alcalde
- Enric Vilaregut (ERC): primer teniente de alcalde y concejal de Servicios Territoriales
- Arnau Rovira (Junts x Cat): segundo teniente de alcalde y concejal de Seguridad Ciudadana y Civismo
- Maria Josep Palomar (ERC): tercera teniente de alcalde y concejal de Gobierno Abierto, Atención Ciudadana, Salud Pública y Consumo
- Rafa Cuenca (ERC): cuarto teniente de alcalde y concejal de Educación, Igualdad, Gente Mayor y Habitaje
- Eva Font (ERC): Quinta teniente de alcalde y concejal de Cultura y Medios de Comunicación
- Eduard Robles (ERC): Sexto teniente de alcalde y concejal de Servicios Económicos y Joventud
- Lluïsa Bautista (JuntsxCat): séptima teniente de alcalde y concejal de Organitzación, Personas y Régimen Interno
- Eudald Sellarès (ERC): concejal de Promoción Económica
- María Teresa Anglada (ERC): concejal de Medio Ambiente y Campesinado
- Pere Compte (ERC): concejal de Promoción Social y Personal
- David Bosch (Junts x Cat): concejal de Conecimiento y Agenda Manlleu 2030
- Núria Martínez (JuntsxCat): concejal de Participación Ciudadana
- Aleix Estrada (JuntsxCat): concejal de Deportes

#### Sociedades municipales
- Manlleu mitjans de comunicació, SL

La sociedad gestiona los medios Ràdio Manlleu i el portal de notícias elter.net

#### Patronatos municipales
- Patronato de la guardería municipal
- Patronato del museo municipal de Manlleu (Can Puget)
- Patronato de la Fundación privada Estudis musicals (Escuela de Música)
- Patronato de la Fundación "El Coro"

### Fundaciones privadas
- Fundación privada Museo industrial del Ter

### Consejos sectoriales
- Consell de la Pagesia (agricultores)
- Consell de Benestar Social (bienestar social)
- Consell municipal d'esports (deportes)
- Consell escolar municipal (educación)
- Consell municipal dels nens (infancia)
- Comisión política del Plan de Gestión de la Diversidad
- Consell de Participació Ciutadana (participación ciudadana)

### Presupuesto
El presupuesto para el ejercicio de 2007 asciende a 21 319 971,04 euros.

### Organización territorial
La historia de Manlleu es también la de su crecimiento urbanístico. Los diferentes sectores que forman la población son el resultado de las vicisitudes de cada época y el reflejo de su estructura social en cada momento histórico.
Barri de Dalt Vila: Es la parte más antigua de la población, formada en la Edad Media alrededor de la iglesia de Santa María. Conserva casas de los siglos XVI, XVII y XVIII. Algunas de sus calles como la del Comte, la de Tras lo Mur y la plaza Grau mantienen el trazado original medieval. Fuente de la Mare de Déu.
Barri de Baix Vila: Ensanche creado en el siglo XIX entre el río y Dalt Vila. Plaza de Fra Bernadí, donde se halla el Ayuntamiento. Colegios de La Salle y de El Carme. Teatro Centre. Edificios modernistas. Es la zona más céntrica y comercial. En ella se hallaban también las salas de cine de la población hoy cerradas (Edison, García, Pau y Sídney).
Barri de la Cavalleria: Recibe este nombre por haberse formado alrededor del camino que conducía al Mas de la Cavalleria.
Barri de Gràcia: Creado en la década de 1940 para albergar a los afectados por la inundación. Formado por casas unifamiliares de una sola planta en el camino entre el centro urbano y la estación de ferrocarril (hoy Avinguda Diputació). Actualmente estas viviendas están siendo sustituidas por bloques de pisos y el barrio está perdiendo su antigua fisonomía. Iglesia de Nuestra Sra. de Gracia. Colegio Casals-Gràcia. 
Barri de Vista Alegre: En el margen derecho del río Ter, a ambos lados de la carretera de Vic. Recibe su nombre de la antigua cantina de Vista Alegre.
Barri de la Salut: En la carretera de Roda de Ter, contiguo al barrio de la Cavalleria. Colegio Pompeu Fabra. Piscinas municipales.
Barri Nou: Creado en la década de 1960. Formado por casas unifamiliares tipo “Riera”. IES Antoni Pous i Argila.

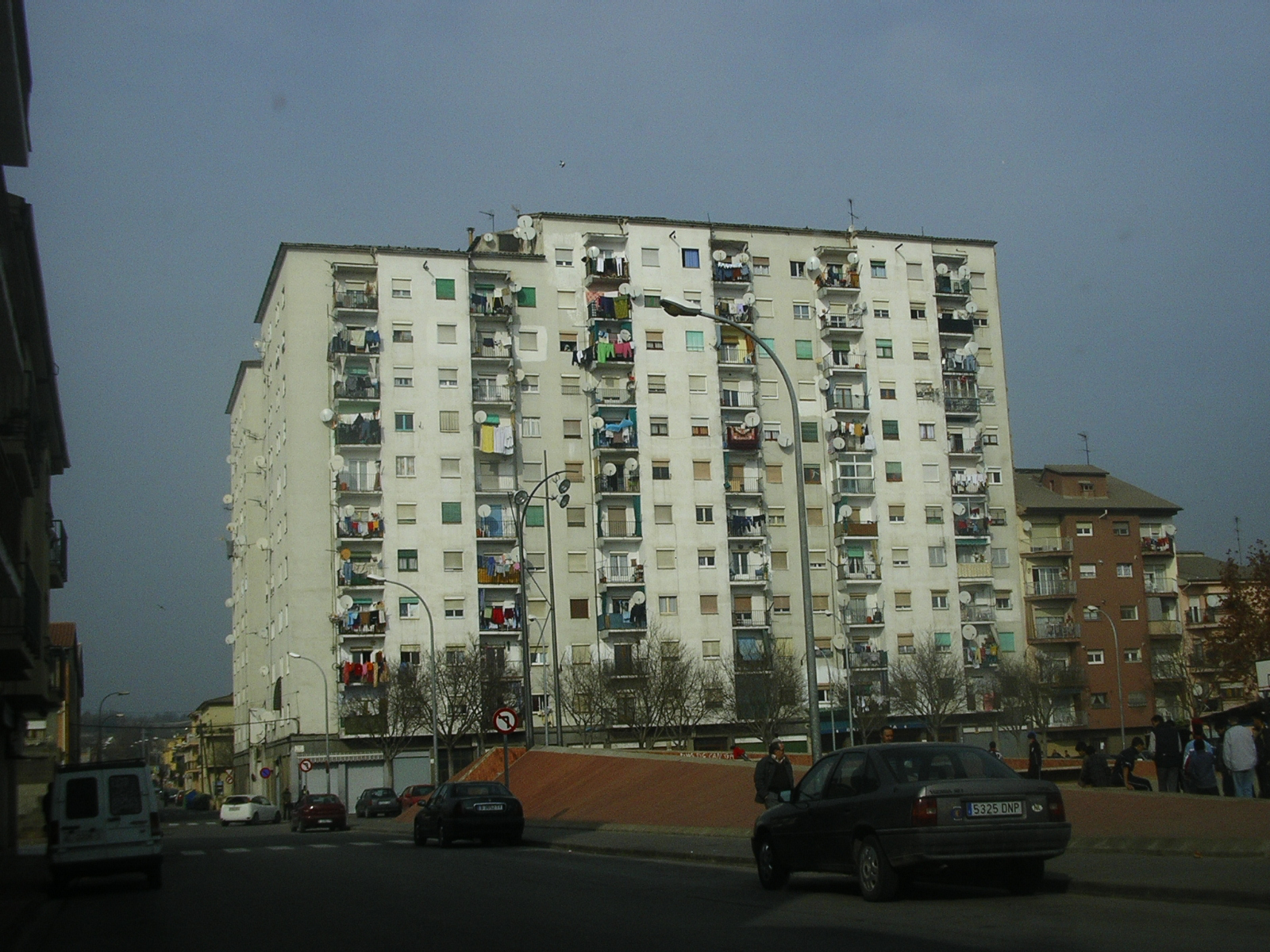
Pisos de Can García, Manlleu

Barri de l'Erm: Recibe su nombre de la masía homónima. Sus primeras edificaciones, construidas a principios de los años 60, fueron grandes bloques de pisos (Pisos de Can Garcia, Pisos de Can Mateu, Pisos de Can Casas) que albergaron a los inmigrantes de la época y que actualmente acogen a la inmigración extranjera llegada a finales del siglo XX y principios del XXI. Iglesia de San Pablo, colegio Puig-Agut, mercado municipal, casal Frederica Montseny. El Proyecto Barri de l’Erm, en el marco de la “Ley de Barrios” de la Generalidad de Cataluña prevé una profunda remodelación urbanística que incluye, entre otras actuaciones, la demolición de los Pisos de Can García.
Barri de Vilamirosa: Continuación del Barri Nou en la zona Noroeste de la población. Su principal eje es la calle Vilamirosa.
Barri de La Coromina: Formado a partir de la década de 1970 alrededor de la calle Sogorb que conducía al paraje de La Coromina. Es una zona a la vez residencial e industrial y de las que ha experimentado mayor expansión urbanística en los últimos años.

## Economía
La agricultura y la ganadería han perdido hoy la importancia que tuvieron en otras épocas. El sector principal de la economía es el industrial, muy diversificado (metalúrgica, alimentaria y química). La industria textil, que fue la actividad básica en los siglos XIX y XX, ha desaparecido con el cierre en las décadas de 1980 y 1990 de las grandes fábricas de hilaturas.

## Servicios

### Equipamientos municipales
Son de titularidad municipal las siguientes instalaciones deportivas: campo de fútbol municipal, carril bici, el pabellón municipal de deportes, la piscina cubierta municipal, la piscina municipal de verano, la pista de atletismo y la pista de fútbol sala de La Salle. 
Manlleu dispone de dos instalaciones escolares gestionadas por el ayuntamiento: el CEIP Pompeu Fabra y el CEIP Puigagut.

### Defensor del ciudadano
Manlleu dispone de un Sindic de Greuges (Síndico de Agravios) con la función de defender a los ciudadanos del posible mal funcionamiento de la administración municipal. Desde el 21 de junio de 2006 el cargo lo ocupa Miquel Torrents i Espuña.

### Transporte
Estación de ferrocarril de la línea Barcelona-Puigcerdà. Diversas carreteras locales la unen con las poblaciones cercanas y con las grandes vías de comunicación: por el norte con Torelló y la vía rápida Vic-Olot (carretera BV-5224); por el sur con Vich y la C-25 (eje Transversal), mediante la carretera B-522; por el oeste con La Gleva, San Hipólito de Voltregá y con la C-17 (carretera BV-4608), por el este con Roda de Ter (carretera BV-5222) y con San Martín Sescorts y la comarcal Vic-Olot (carretera B-522). Próximamente un nuevo puente, construido en el marco de uno de los nuevos proyectos urbanísticos, facilitará los accesos al municipio.

## Demografía
Manlleu cuenta con una población de 21 348 habitantes (INE 2024).
| Gráfica de evolución demográfica de Manlleu entre 1842 y 2021                                                         |
| |
| Población de derecho según los censos de población del INE. Población de hecho según los censos de población del INE. |

| 1497 | 1515 | 1553 | 1717 | 1787 | 1857 | 1877 | 1877 |
| ---- | ---- | ---- | ---- | ---- | ---- | ---- | ---- |
| 40 f | 44 f | 98 f | 885  | 1481 | 4220 | 5314 | 5322 |

| 1900 | 1910 | 1920 | 1930 | 1940 | 1950 | 1960 | 1970   | 1981   |
| ---- | ---- | ---- | ---- | ---- | ---- | ---- | ------ | ------ |
| 5823 | 6026 | 5985 | 6547 | 6396 | 7294 | 9410 | 13 169 | 15 904 |

| 1986   | 1987   | 1988   | 1989   | 1990   | 1991   | 1992   | 1993   | 1994   | 1995   | 1996   |
| ------ | ------ | ------ | ------ | ------ | ------ | ------ | ------ | ------ | ------ | ------ |
| 16 190 | 16 211 | 16 331 | 16 509 | 16 560 | 16 148 | 16 280 | 16 743 | 16 897 | 16 938 | 17 035 |

| 1998   | 1999   | 2000   | 2001   | 2002   | 2003   | 2004   | 2005   | 2006   | 2007   | 2008   | 2009   | 2010   | 2022   |
| ------ | ------ | ------ | ------ | ------ | ------ | ------ | ------ | ------ | ------ | ------ | ------ | ------ | ------ |
| 17 172 | 17 360 | 17 520 | 17 872 | 18 229 | 18 549 | 18 748 | 19 488 | 19 979 | 20 091 | 20 505 | 20 647 | 20 450 | 20 883 |

Las tres primeras cifran de población (señaladas con la letra f) corresponden a los "fogatges" censos en los que no se contabilizaba el número de personas sino el de focs ('hogares').

## Cultura

### Patrimonio
- Iglesia de Santa María; de origen románico, fue remodelada en el siglo XVIII en estilo barroco y reconstruida al final de la Guerra Civil, ya que fue dinamitada durante su transcurso. Conserva un claustro de origen gótico y arcos y capiteles románicos en la rectoría.
- Puente de Can Molas sobre el río Ter, construido a finales del siglo XIV.
- Plaza porticada de Fra Bernardí en el centro de la población, realizada a principios del siglo XX.
- Ermita de San Jaume, de origen románico, restaurada durante el siglo XIX.
- Santuario de Puig-agut, en el límite con los municipios de Torelló y Santa María de Corcó.

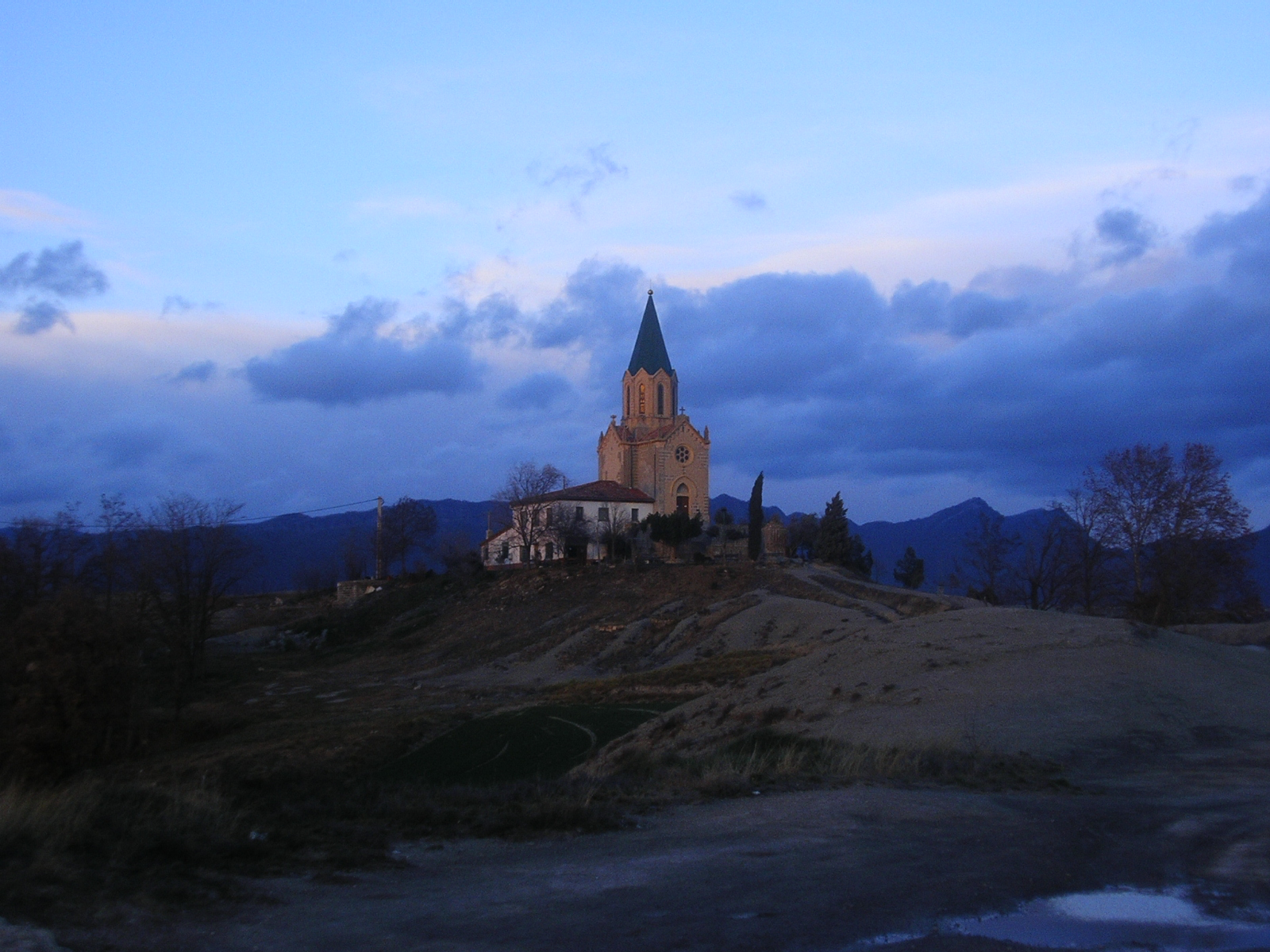
Santuario de Puig-agut

- Iglesia de San Julián de Vilamirosa, románica, en las afueras de la población, en la margen derecha del río Ter.
- Iglesia de Vilacetrú, de origen románico, en las afueras de la población, en el paraje de El Poquí.
- Museo Industrial del Ter.
- Museo municipal de Manlleu.
- Cau Faluga, en las afueras de la población, residencia del pintor y escritor Santiago Rusiñol.
- Edificios modernistas en el centro de la población y numerosas masías dispersas por todo el término municipal.
- "Passeig del Ter" (paseo a la orilla del río Ter), con un embarcadero.

### Fiestas, ferias y mercados
- Fiesta mayor, el 15 de agosto, festividad de la Asunción, patrona de la ciudad.
- Festa del Serpent, el 14 de agosto; creada recientemente, conmemora la leyenda del "Serpent" ('serpiente') de Manlleu.
- Sant Joan, la noche del 23 de junio, hogueras de San Juan y recibimiento de la "Flama del Canigó".
- Festa del Porc i de la Cervesa, a finales de septiembre o principios de octubre; creada a finales de la década de 1990 a imitación de las Oktoberfest alemanas celebradas también en algunos municipios costeros de Cataluña.
- Feria "Artesanàlia", de productos artesanos, a mediados de mayo.
- Feria "Moto Auto Antic", compraventa de vehículos antiguos, accesorios y recambios, a mediados de mayo
- "Badanadal", oferta de actividades lúdicas, culturales y deportivas durante las fiestas navideñas; incluye la instalación de una pista de hielo en la plaza Fra Bernadí.
- Mercado semanal los lunes y los sábados.
- Manlleu amb la Marató, diciembre (a determinar): Actos solidarios en favor de la Fundación La Marató de TV3

### Curiosidades
La animadversión que suscitó en Cataluña el apoyo a Felipe V de algunas poblaciones, entre ellas Manlleu, puede constatarse en esta cita de Francisco de Zamora ("Diario de los viajes hechos en Cataluña") a finales del siglo XVIII:
(Manlleu) fue pueblo muy afecto a Felipe V, de modo que dicen 'Bon dia a tot lo món, menos a Manlleu, Centelles, Berga i Tagamanent' y los presentes responden: 'Amén'.
Manlleu fue famoso en otras épocas por su producción de rapé. Se cuenta que el obispo Morgades regaló rapé manlleuense al papa León XIII.
Una leyenda etimológica atribuye la creación de la palabra "esquirol" ('obrero que trabaja durante una huelga') a una huelga acaecida en Manlleu a mediados del siglo XIX.
El nombre de Manlleu aparece en un ripio de la famosa obra de Pedro Muñoz Seca "La venganza de Don Mendo". En un momento de la obra, la duquesa de Tarrasa exclama: "¡Que precióss, Mare de Deu! No vi duncel més hermoss ni en Sitges ni en Palamós, ni en San Feliu... ni en Manlleu”.

## Personas destacadas
- Gerard Autet, futbolista.
- Mercè Molist, periodista.
- Josep Viladomat (1899-1989), escultor.